# 盧淵
盧 淵（ろ えん、454年 - 501年）は、北魏の官僚・軍人。字は伯源。小名は陽烏。本貫は范陽郡涿県。

## 経歴
盧度世の長男として生まれた。固安侯の爵位を嗣ぎ、主客令・典属国に任じられた。秘書令・始平王師に転じた。492年（太和16年）、伯爵に降格された。給事黄門侍郎となり、兼散騎常侍・秘書監・幽州大中正に転じた。493年（太和17年）、孝文帝が馮皇后を立てようと、朝臣を集めて議論させた。盧淵は慎重論を唱えたため、皇后に恨まれたが、意に介さなかった。孝文帝が南朝斉を討つべく、南征の議論を起こすと、盧淵は南征よりも関右の民乱を早期に制圧するよう主張した。
孝文帝が南征の軍を起こすと、趙郡王元幹が督関右諸軍事となり、盧淵は使持節・安南将軍の任を加えられて元幹を補佐し、7万の兵を率いて子午に進出した。まもなく斉の武帝が死去すると、北魏の南征の軍は停止された。涇州の羌族が反抗して城邑を落としたため、盧淵は6000の兵を率いて3万と号し、ゆっくりと進軍した。30日と経たずに、反乱軍は逃散し、数万人が降伏した。盧淵は首謀者を処罰したのみで、残りの者の罪は問わなかった。兼侍中となり、しばらくして儀曹尚書に転じた。まもなく豫州刺史に任じられたが、母が老齢であることを理由に固辞した。
494年（太和18年）、斉の雍州刺史の曹虎が北魏に使者を派遣して降伏を願い出てきたため、孝文帝は盧淵を使持節・安南将軍とし、前鋒諸軍を率いて樊鄧に赴かせて応対にあたらせることとした。盧淵は曹虎の偽降を疑っており、葉県に入ると、曹虎の詭計を明らかにした。孝文帝は南陽に進出するよう盧淵に命じたが、盧淵は食糧が不足していたことから、先に赭陽を攻めさせるよう求めた。孝文帝はこれを許可し、盧淵は赭陽に進攻した。斉の将軍の垣歴生が救援に現れると、盧淵は将才のないところを露呈し、斉軍に敗れた。敗戦の罪を問われて官爵を剥奪され、民とされた。
まもなく母が死去したため、盧淵は喪に服した。喪が明けると、兼太尉長史となった。孝文帝が南征の軍を起こすと、盧淵は従軍して、彭城王元勰の下で中軍府長史を兼ねた。まもなく京兆王元愉の下で徐州長史を兼ねた。元愉は年少であったため、徐州の実務の多くを盧淵が決裁した。499年（太和23年）、南徐州刺史の沈陵が斉と連絡して反乱を計画しており、盧淵はその兆しを察知して洛陽に報告したが、朝廷は取り合わなかった。はたして沈陵は宿預の兵を率いて反乱を起こし、斉についた。淮水沿岸の諸城は盧淵の命により警戒を強めていたため、反乱への加担を未然に防がれた。沈陵に心を寄せる人々の多くは捕らえられたが、盧淵のはからいで釈放され、罪を沈陵ひとりに帰すことが表明されたため、民心は落ちついて混乱は収拾された。
500年（景明元年）、秘書監に任じられた。501年（景明2年）、在官のまま死去した。享年は48。安北将軍・幽州刺史の位を追贈され、固安伯の爵位を追復された。諡は懿といった。

## 人物・逸話
- 盧淵の性格は温厚で、学問を尊び、草書を学んで平城の宮殿によく題書した。
- 14歳のときに長安を訪れ、扶風の王伯達に顔相を見てもらって、20年後に関右に命を制するだろうと予言された。
- 李沖と特に親密であった。

## 子女
- 盧道将（長男、字は祖業、父の爵位を嗣ぐべきところ、末弟の盧道舒に譲った。文才に優れて尊重された。彭城王元勰の下で中軍行参軍となった。司徒東閤祭酒・尚書左外兵郎中となり、秘書丞に転じた。燕郡太守として出向し、楽毅や霍原の墓を詣でて祠を立てた。また入朝すると司徒司馬となった）
- 盧道亮（次男、字は仁業。終生出仕しなかった）
- 盧道裕（三男、字は寧祖）
- 盧道虔（四男、字は慶祖）
- 盧道侃（五男、字は希祖。州主簿となり、孝昌末年に死去した）
- 盧道和（六男、字は叔雍。兄弟のうちで最も人望に薄かった。冀州中軍府中兵参軍）
- 盧道約（486年 - 543年、七男、字は季恭。員外郎を初任とし、司空録事参軍・司徒属・幽州大中正・輔国将軍・光禄大夫を歴任し、司徒右長史に転じた。姉婿の李延寔の下で青州長史をつとめ、散騎常侍の位を加えられた。永熙年間に車騎将軍・左光禄大夫の位を受け、広平王元賛の下で儀同開府長史を兼ねた。東魏の天平年間に高岳の下で長史となった。高岳が青冀二州刺史に転出すると、道約はそのまま長史をつとめた。興和末年に衛大将軍・兗州刺史となった）
- 盧道舒（八男、字は幼安、固安伯の爵位を嗣いだ。尚書左主客郎中から冠軍将軍・中書侍郎となった）

## 伝記資料
- 『魏書』巻47 列伝第35
- 『北史』巻30 列伝第18